# Oligembia oligotomoides
Oligembia oligotomoides är en insektsart som först beskrevs av Günther Enderlein 1912.  Oligembia oligotomoides ingår i släktet Oligembia och familjen Teratembiidae. Inga underarter finns listade i Catalogue of Life.